# Effetto Zener

La caratteristica corrente-tensione per un diodo che presenta breakdown a valanga e Zener. Si noti come la scala dell'asse delle x sia differente per le x positive e negative, molto maggiore in quest'ultimo caso

L'effetto Zener è un particolare fenomeno, scoperto dal fisico statunitense Clarence Zener,  che si verifica nelle giunzioni p-n in polarizzazione inversa. Il campo elettrico favorisce l'effetto tunnel degli elettroni di un semiconduttore che passano dalla banda di polivalenza alla banda di conduzione. Di conseguenza si ha un improvviso aumento della corrente inversa a causa di un grande numero di portatori minoritari che attraversano la barriera
.
L'effetto Zener è distinto dal breakdown a valanga anche se entrambi riguardano i portatori minoritari,  in quanto sono dovuti a fenomeni fisici ben separati. Infatti a differenza dell'effetto tunnel, nel caso del breakdown a valanga gli elettroni nella regione di svuotamento a causa dell'elevato campo elettrostatico esistente sono portati ad una velocità così elevata da avere una energia sufficiente a creare coppie elettroni-lacune mediante collisione con elettroni legati. L'effetto Zener o il breakdown a valanga possono avvenire indipendentemente o simultaneamente. In genere, se la tensione di breakdown nei diodi  è inferiore a 5 V siamo nel regime di effetto Zener, mentre se è superiore a 5 V si  è nella regione di breakdown a valanga. Attorno a 5 V si è nel regime intermedio in cui entrambi gli effetti si combinano.
All'aumentare della temperatura diminuisce la tensione del breakdown Zener: a causa della diminuzione della gap e quindi della barriera dell'effetto tunnel. L'opposto avviene per il breakdown a valanga.
Dal punto di vista del drogaggio solo giunzioni p-n drogate molto fortemente (quindi con una zona di svuotamento molto poco estesa) presentano tale effetto. Infatti la dimensione della zona di svuotamento rappresenta la barriera tra i due lati della giunzione. Poiché l'effetto tunnel è fortemente influenzato dalla estensione spaziale della barriera: in pratica solo barriere molto strette lo permettono.
[SOS].
Vi sono alcuni diodi progettati appositamente per funzionare anche in zona di breakdown tramite l'effetto zener e prendono il nome di diodi Zener. Essi trovano applicazione, per esempio, come limitatori di tensione.